# Bastien Vautier
Bastien Vautier (Noisy-le-Grand, 15 novembre 1998) è un cestista francese.